# Rij van Golomb
De rij van Golomb, vernoemd naar de Amerikaanse wiskundige Solomon Golomb, is een niet-dalende rij van gehele getallen u waarvoor geldt dat u(n) aangeeft hoe vaak het getal n voorkomt in de rij en die start met u(1)=1.
De eerste twintig termen van de rij zijn:
1, 2, 2, 3, 3, 4, 4, 4, 5, 5, 5, 6, 6, 6, 6, 7, 7, 7, 7, 8
De rij voldoet aan de recursieve vergelijking:
a(1) = 1;
a(n + 1) = 1 + a(n + 1 − a(a(n))).